# 會理文塔
會理文塔位於四川省涼山州會理縣，文物遺址年代判定為清。2012年7月16日公佈為第八批四川省文物保護單位。
會理文塔位於四川省涼山彝族自治州會理縣果元鄉積水村白塔山上，又稱自塔。據《會理州志》載，文塔始建年代不詳，清乾隆十三年（1748）重修，現存文塔為清道光二十一年（1841）重修。塔為密簷式磚塔，塔身通高22.92米，以青磚錯縫砌成，平面呈方形，逐層上收，共九層，各層疊澀出簷，塔內方形空心，無梯，直通塔頂。塔身第一級北面建有一拱形門，第二和第六層四面開有圓形錢紋小窗；第三層四面建有龕，內嵌石刻神像。塔基為紅砂石建造的須彌座，分為上、下兩層，分別刻人物故事、動物、花卉等，邊長8.32、高2.5米。塔門為拱形，開在第一層北面，高1.90米，寬0.88米。該塔對於研究該區域清代時期的古建築類型提供了豐富的實物材料。2007年，會理文塔被涼山彝族自治州人民政府公佈為州級文物保護單位。